# Alexis Messidoro
Alexis Nahuel Messidoro (Buenos Aires, 13 maggio 1997) è un calciatore argentino, centrocampista del Dewa Utd.

## Caratteristiche tecniche
Gioca come trequartista.

## Carriera
Ha esordito nella massima serie argentina nel campionato del 2016, nel quale giocato in totale 5 partite ed ha segnato una rete, messa a segno nella sua partita di esordio in campionato (e tra i professionisti) il 16 aprile 2016, nell'incontro casalingo vinto per 4-1 contro l'Aldosivi.
A fine stagione viene ceduto in prestito allo Sport Boys Warnes, con cui gioca nella prima divisione boliviana ed in Coppa Libertadores, competizione nella quale realizza 2 reti in 6 presenze. Successivamente viene ceduto in prestito ai brasiliani del Cruzeiro, con i quali disputa 3 partite nella prima divisione brasiliana; passa quindi in prestito al Talleres (C), con cui gioca 2 partite nella prima divisione argentina, e poi al Cerro Largo, club della prima divisione uruguaiana, con il quale ha segnato un gol in 4 presenze. In seguito ha giocato nella prima divisione venezuelana con l'Est. Mérida (un gol in 5 presenze), nella seconda divisione argentina con la Platense e nella seconda divisione greca con l'OF Ierapetra.
Nel 2022 va a giocare nel Persis Solo, club della prima divisione indonesiana; nel 2024 passa al Dewa Utd, altro club del medesimo campionato.

## Palmarès

### Club

#### Competizioni nazionali
- Campionato argentino: 2

Boca Juniors: 2015, 2016-2017
- Coppa del Brasile: 1

Cruzeiro: 2017